# Jens Bigum
 Der er for få eller ingen kildehenvisninger i denne artikel, hvilket er et problem. Du kan hjælpe ved at angive troværdige kilder til de påstande, som fremføres i artiklen.

Jens Jørgen Bigum (født 28. juli 1938 i Gislum ved Aars) er en dansk erhvervsleder. 
Bigum er uddannet cand.agro. fra Den Kongelige Veterinær- og Landbohøjskole i 1965 og HD i organisation i 1970.
Som nyuddannet blev han ansat som fuldmægtig i direktionen i Oxexport på Axelborg, men kom i 1970 til Mejeriselskabet Danmark, først som organisationschef. I 1972 blev han økonomidirektør, og i 1987 blev han medlem af koncernledelsen. Han blev vicedirektør i 1989 og administrerende direktør i 1992. Under hans ledelse fusionerede virksomheden to gange – først i 1998 med Kløver Mælk, dernæst i 2000 med svenske Arla. Han blev den første administrerende direktør i det nye selskab, Arla Foods. Han gik på pension i 2004.
Bigum har i dag et begrænset antal bestyrelsesposter, bl.a. er han formand for bestyrelsen for Aarhus Universitet og for Scan Energy, medlem af bestyrelsen for BBH (et datterselskab i Carlsberg Breweries) og Toms Gruppens Fond. 1993 blev han Ridder af Dannebrog.